# 원시 빌라노바 문화
원시 빌라노바 문화(Proto-Villanovan culture)는 기원전 12세기 전반기에 이탈리아에서 출현하여 기원전 10세기까지 지속된 청동기 시대 후기 문화로 중부 유럽의 언필드 문화 체계(1300-750 BCE)의 일부이다.

## 역사
원시 빌라노바 문화는 유럽 중부 언필드 문화 시스템의 일부였다. 바이에른 - 오버외스터라이히주와 다뉴브 중부의 지역 그룹에서도 유사성이 관찰되었다. 그러나 또 다른 가설은 포 계곡의 이전 테라마레 문화에서 파생되었다는 것이다. 마리자 짐부라스와 같은 다양한 작가들은 이 문화를 이탈리아반도에 초기 이탈리아어의 도래 또는 확산과 연관시켰다.
원시 빌라노바 유적지는 이탈리아반도 전역에 존재하며, 대부분 북부 중부 지역에 있지만 덜하지만, 이탈리아 남부와 시칠리아 동부에도 있다. 이러한 유적지 중 가장 중요한 곳은 프라테지나(베네토), 비스만토바와 리파 칼바나(에밀리아-로마냐), 세토나와  사투르니아(투스카니), 몬티 델라 톨파(라조), 피아넬로 디 젠가와 언코나(마르케), 오르투키오(아브루조), 팀마리(바실리카타), 카노사(풀리아주), 트로페아 (칼라브리아) 밀라초(시칠리아)가 있다.
일반적으로 작은 규모의 정착지는 일반적으로 언덕에 지어졌으며, 요새로 둘러싸여 있다. 경제는 주로 농경지 활동, 야금 및 무역에 기반을 두었다.
원시 빌라노바인들은 화장을 했다. 유골은 종종 기하학적 무늬로 장식된 쌍원추 항아리에 넣어진 다음 땅에 묻혔다.

## 토착화
북쪽에서 남쪽으로 상당한 동질화 기간이 지난 후, 원시 빌라노바 문화는 지역화 과정을 보여주고 있다. 기원전 950년경에 시작한 빌라노바 문화, 에스테 문화, 라티알 문화와 같은 새로운 지역 문화가 등장했다. 이러한 새로운 문화는 이전의 빌라노바 원시 문화, 특히 장례 풍습과 많은 유사점을 공유했지만, 고유한 혁신도 보여주었다.

## 유전연구
2019년 11월 〈사이언스〉지에 발표된 유전 연구는 약 1년 사이에 기원전 930년과 기원전 839년, 피센테스 영토에서 이탈리아 마르티시쿠로에 묻힌 원시 빌라노바 문화의 암컷 유골을 조사했다. 그녀는 모체 하플로그룹 U5a2b를 가지고 있었다.

## 같이 보기
- 빌라노바 문화
- 구라티움 문화
- 에스테 문화